# Haas VF-17
Haas VF-17 —  гоночный автомобиль с открытыми колёсами в Формуле-1, был разработан и построен итальянским производителем шасси Dallara для американской конюшни Haas F1 Team для участия в чемпионате мира Формулы-1 сезона 2017 года. Болид был оснащен двигателем Ferrari 2017 года спецификации, Ferrari 62. Пилотировали в 2017 году болид, французский пилот Ромен Грожан выступавший в конюшне второй год и датский Кевин Магнуссен, перешедший в Haas F1 Team из Renault F1 Team. Болид дебютировать на Гран-при Австралии 2017 года.

## Разработка болида
Как и все автомобили Формулы-1 2017 года, VF-17 представляет собой монокок из пластика, армированного углеродным волокном - автомобиль с открытыми колёсами и задним приводом. Помимо цельного монокока, многие другие части болида, включая части кузова и рулевое колесо, также изготовлены из углепластика, а тормозные диски изготовлены из композитного материала, усиленного углеродными волокнами.
Несмотря на то что VF-17 это преемник модели Haas VF-16, сама конструкция достаточно сильно изменилась, поскольку были внесены существенные поправки в технический регламент на сезон 2017 года и автомобиль строился фактически с нуля. Команда чтобы сохранить финансовые ресурсы для строительства нового болида, прекратила развитие и доработку предыдущей модели.

### Именование
Происхождение названия болида "VF-17" происходит от первого станка с ЧПУ, изготовленного компанией Haas Automation, VF-1, запущенного в 1988 году. "V" означает вертикальный, что является отраслевым стандартом для обозначения вертикальной мельницы. Джин Хаас, основатель Haas Automation, добавил к названию "F1", чтобы неофициально обозначить принадлежность к гоночной серии, а так же обозначить его как первый, 7 показывала год выпуска. Серийный номер имеет цифровое продолжение модели 2016 года VF-16.

## Технические особенности

### Дизайн
Итальянский производитель шасси Dallara как и в прошлом сезоне построили основной монокок для конюшни Haas. Поскольку Haas F1 Team тесно сотрудничает с заводской конюшней Ferrari и использует большинство их деталей, болид прошлого года был сильно похож на болид конкурентов. После внесения поправок в регламент, очертания Haas перестали напоминать Ferrari, а сама команда раскрасила новые машины в более тёмные тона чем ранее.

## Результаты выступлений
| Легенда к таблице |                                                                    |
| --- | ------------------------------------------------------------------ |
| В таблице перечислены результаты всех Гран-при Формулы-1, в которых использовался автомобиль. Строками таблицы являются сезоны, столбцами — этапы чемпионата мира. В каждой клетке указаны сокращённое название этапа и результат, дополнительно обозначенный цветом. Расшифровка обозначений и цветов представлена в нижеследующей таблице. |                                                                    |
| \| Пример \| Описание \| \| ------------ \| ------------------------------------------------------------------ \| \| 1 \| Победитель \| \| 2 \| Второе место \| \| 3 \| Третье место \| \| 5 \| Финишировал, заработав очки \| \| Сход \| Не финишировал, но при этом заработал очки \| \| 12 \| Финишировал, не получив очков \| \| НКЛ \| Финишировал, но не попал в финальную классификацию \| \| 15 \| Участвовал вне зачёта, либо по отдельной классификации \| \| 18 \| Не финишировал, но попал в финальную классификацию \| \| Сход \| Не финишировал \| \| НКВ \| Не прошёл квалификацию \| \| НПКВ \| Не прошёл предквалификацию \| \| ДСК \| Дисквалифицирован \| \| ИСК \| Исключён из протокола соревнований \| \| ТТ \| Заявлен для участия только в тренировках \| \| НС \| Участвовал в квалификации, но не стартовал в гонке \| \| Т \| Травмирован или болен \| \| ОТК \| Отказ от участия \| \| НТР \| Прибыл на соревнования, но на трассу не выезжал \| \| НПР \| Был заявлен в числе участников, но не прибыл к началу соревнований \| \| О \| Соревнования отменены \| \| \| Не участвовал \| \| Поул-позиция \| \| \| Быстрый круг \| \| |                                                                    |
| Пример | Описание                                                           |
| 1 | Победитель                                                         |
| 2 | Второе место                                                       |
| 3 | Третье место                                                       |
| 5 | Финишировал, заработав очки                                        |
| Сход | Не финишировал, но при этом заработал очки                         |
| 12 | Финишировал, не получив очков                                      |
| НКЛ | Финишировал, но не попал в финальную классификацию                 |
| 15 | Участвовал вне зачёта, либо по отдельной классификации             |
| 18 | Не финишировал, но попал в финальную классификацию                 |
| Сход | Не финишировал                                                     |
| НКВ | Не прошёл квалификацию                                             |
| НПКВ | Не прошёл предквалификацию                                         |
| ДСК | Дисквалифицирован                                                  |
| ИСК | Исключён из протокола соревнований                                 |
| ТТ | Заявлен для участия только в тренировках                           |
| НС | Участвовал в квалификации, но не стартовал в гонке                 |
| Т | Травмирован или болен                                              |
| ОТК | Отказ от участия                                                   |
| НТР | Прибыл на соревнования, но на трассу не выезжал                    |
| НПР | Был заявлен в числе участников, но не прибыл к началу соревнований |
| О | Соревнования отменены                                              |
| | Не участвовал                                                      |
| Поул-позиция |                                                                    |
| Быстрый круг |                                                                    |

| Год  | Шасси      | Двигатель            | Ш | Гонщики         | 1    | 2   | 3    | 4    | 5   | 6   | 7   | 8   | 9    | 10  | 11   | 12  | 13  | 14   | 15  | 16  | 17  | 18  | 19   | 20  | Место | Очки |
| ---- | ---------- | -------------------- | - | --------------- | ---- | --- | ---- | ---- | --- | --- | --- | --- | ---- | --- | ---- | --- | --- | ---- | --- | --- | --- | --- | ---- | --- | ----- | ---- |
| 2017 | Haas VF-17 | Ferrari 062 1,6 V6 T | P |                 | АВС  | КИТ | БАХ  | РОС  | ИСП | МОН | КАН | АЗЕ | АВТ  | ВЕЛ | ВЕН  | БЕЛ | ИТА | СИН  | МАЛ | ЯПО | США | МЕК | БРА  | АБУ | 8     | 47   |
| 2017 | Haas VF-17 | Ferrari 062 1,6 V6 T | P | Ромен Грожан    | Сход | 11  | 8    | Сход | 10  | 8   | 10  | 13  | 6    | 13  | Сход | 7   | 15  | 9    | 13  | 9   | 14  | 15  | 15   | 11  | 8     | 47   |
| 2017 | Haas VF-17 | Ferrari 062 1,6 V6 T | P | Кевин Магнуссен | Сход | 8   | Сход | 13   | 14  | 10  | 12  | 7   | Сход | 12  | 13   | 15  | 11  | Сход | 12  | 8   | 16  | 8   | Сход | 13  | 8     | 47   |